# Trnawa
Trnawa (słow. Trnava, węg. Nagyszombat, niem. Tyrnau) – miasto w zachodniej Słowacji, stolica kraju trnawskiego, siedziba powiatu Trnawa. Leży 45 km na wschód od Bratysławy. Pod koniec 2019 roku, z liczbą mieszkańców przekraczającą 65 tys., Trnawa zajmowała siódme miejsce wśród najludniejszych słowackich miast. W mieście rozwinął się przemysł maszynowy, samochodowy, szklarski, cukierniczy, młynarski, mięsny, cukrowniczy, drzewny oraz poligraficzny.

## Historia

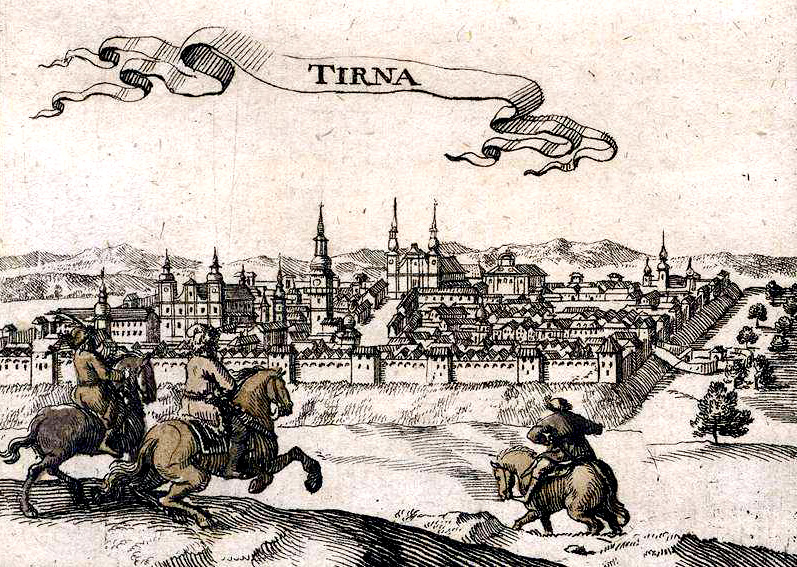
Trnawa ok. 1600 r.

Po raz pierwszy wzmiankowana w 1211 roku jako Sumbot. Leżała wówczas w granicach Węgier. W 1238 miejscowość otrzymała od króla Węgier Beli IV prawa miasta królewskiego, jako pierwsze miasto na terenie współczesnej Słowacji. W latach 1327 i 1360 miejsce spotkań królów Węgier oraz Czech. W Trnawie w nocy z 10 na 11 września 1382 r. zmarł Ludwik Węgierski, król Węgier i Polski. W 1430 stoczona została bitwa pod Trnawą pomiędzy czeskimi husytami a połączonymi siłami cesarsko-węgiersko-serbskimi.
W latach 1543–1820 (początkowo w związku z okupacją turecką Ostrzyhomia) Trnawa była siedzibą prymasów Węgier. Po powstaniu Czechosłowacji została w 1922 roku utworzona administratura apostolska, którą w 1977 papież Paweł VI przekształcił w archidiecezję.
W 1635 utworzono tu Uniwersytet Trnawski, przeniesiony w 1777 do Budy.
W 1918 miasto zostało utracone przez Węgry na rzecz nowo powstałej Czechosłowacji.

## Produkcja samochodów
W latach 1973–1999 produkowano tu w fabryce TAZ samochód dostawczy Škoda 1203, który od 1993 roku nazywał się TAZ 1500. W roku 2006 PSA (Peugeot i Citroën) otworzyło fabrykę samochodów osobowych i są tam m.in. produkowane Peugeot 207 i Citroën C3 Picasso.

## Zabytki
- Ratusz;
- Wieża miejska, renesansowo-barokowa dominanta miasta;
- Mury miejskie, z XIII–XVI w.;
- Bazylika św. Mikołaja, gotycka, pełniła funkcję katedry węgierskich prymasów;
- Katedra św Jana Chrzciciela, barokowa, zbudowana w 1637 jako kościół uniwersytecki;
- Kościół św. Heleny, gotycki;
- Kościół Najświętszej Trójcy, barokowy;
- Kościół św. Jakuba Apostoła Starszego, franciszkański;
- Kościół św. Anny, barokowy;
- Kościół św. Józefa, pierwotnie kalwiński, renesansowo-barokowy;
- Kościół Wniebowzięcia Marii Panny i klasztor klarysek, obecnie siedziba Muzeum Zachodniosłowackiego;
- Kościół ewangelicki;
- Synagoga (tzw. Synagoga status quo); zbudowana w 1891 r., dzisiaj Centrum Sztuki Współczesnej im. Jána Koniarka[7]
- Synagoga ortodoksyjna, z końca XIX w.
- Pałac arcybiskupi, z XVI–XVIII w.;
- Dawne seminarium arcybiskupa Oláha, z XVI w.;
- Adalbertínum - konwikt św. Wojciecha z pierwszej połowy XVII w.;
- Rubrorum - seminarium generalne z połowy XVII w.;
- Marianum - seminarium mariańskie z końca XVII w.;
- Stephaneum - seminarium duchowne św. Stefana z I poł. XVII w.;
- Konwikt szlachecki, z połowy XVIII w.;

- Fakultet teologii i filozofii - zespół najstarszych budynków Uniwersytetu Tarnawskiego, budowanych od 1640 r.;

- Fakultet medycyny - klasycystyczny, z lat 70. XVIII w.
- Teatr Jána Palárika;
- „Pałac” Kopplów z pocz. XX w., obecnie galeria sztuki
- „Dom Muzyki”, barokowy, obecnie pełni funkcje muzealne;
- Kolumna Trójcy Przenajświętszej, barokowa;
- Kolumna morowa św. Józefa, z 1731 r.

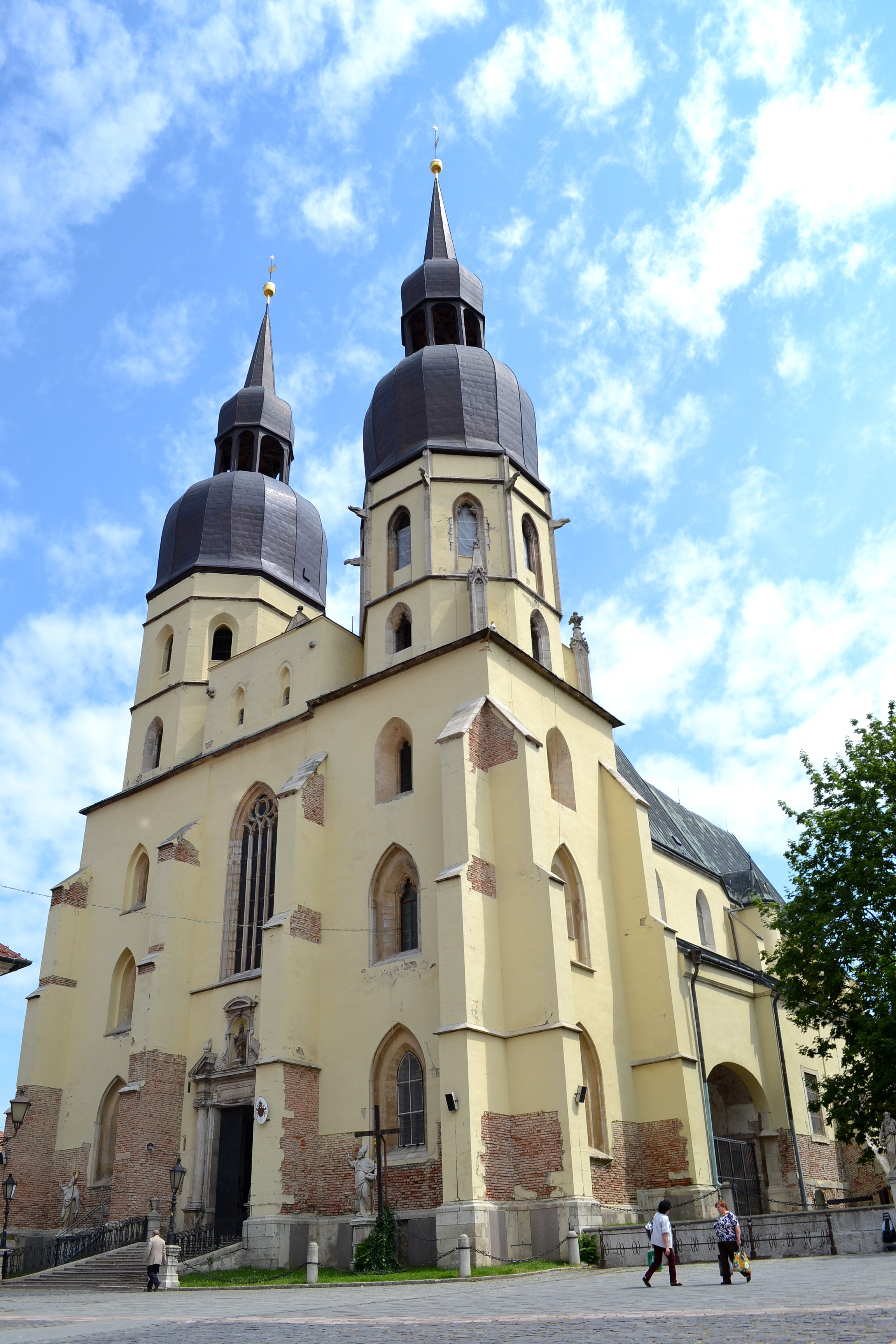
Bazylika św. Mikołaja
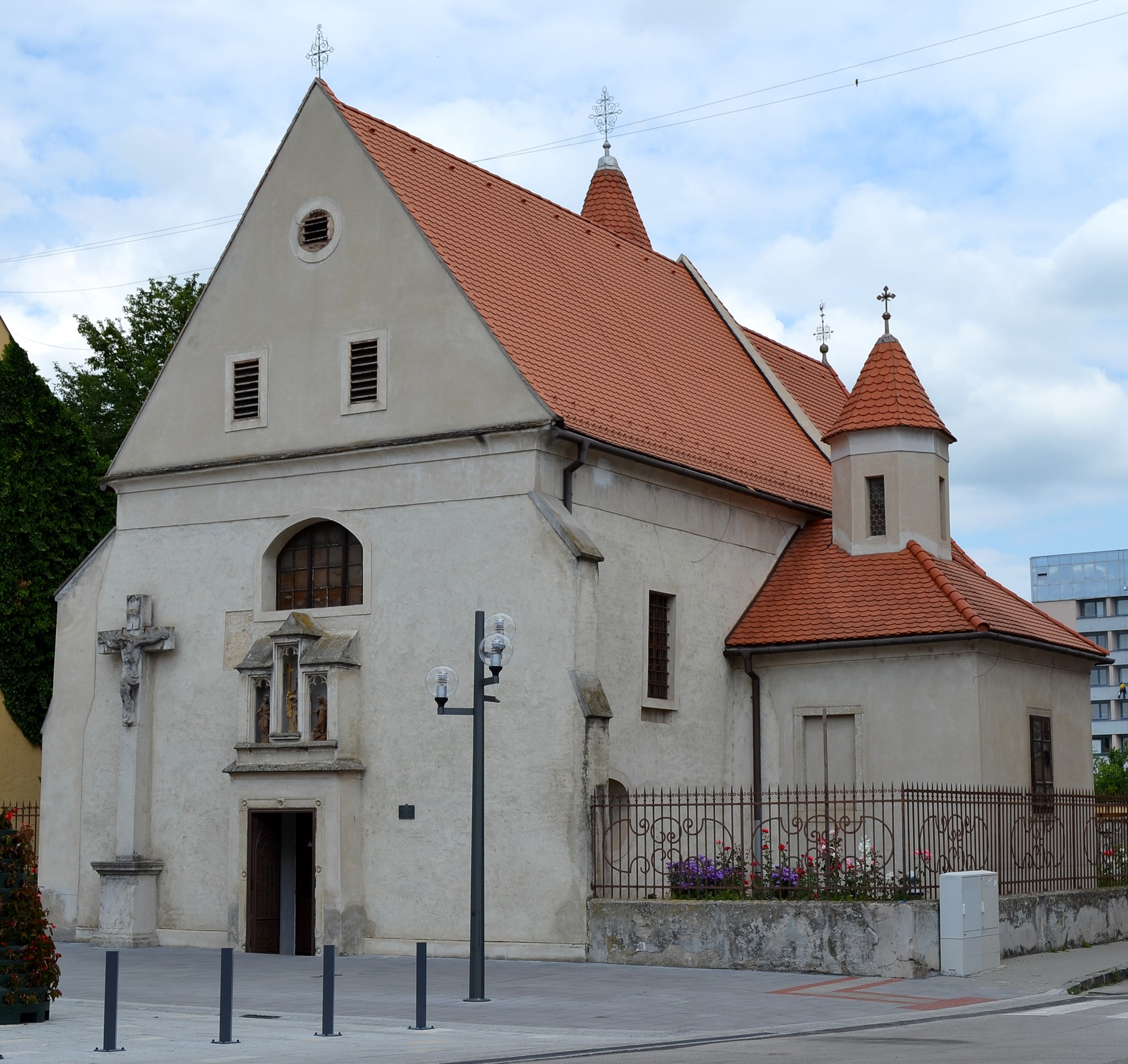
Kościół św. Heleny w Trnawie
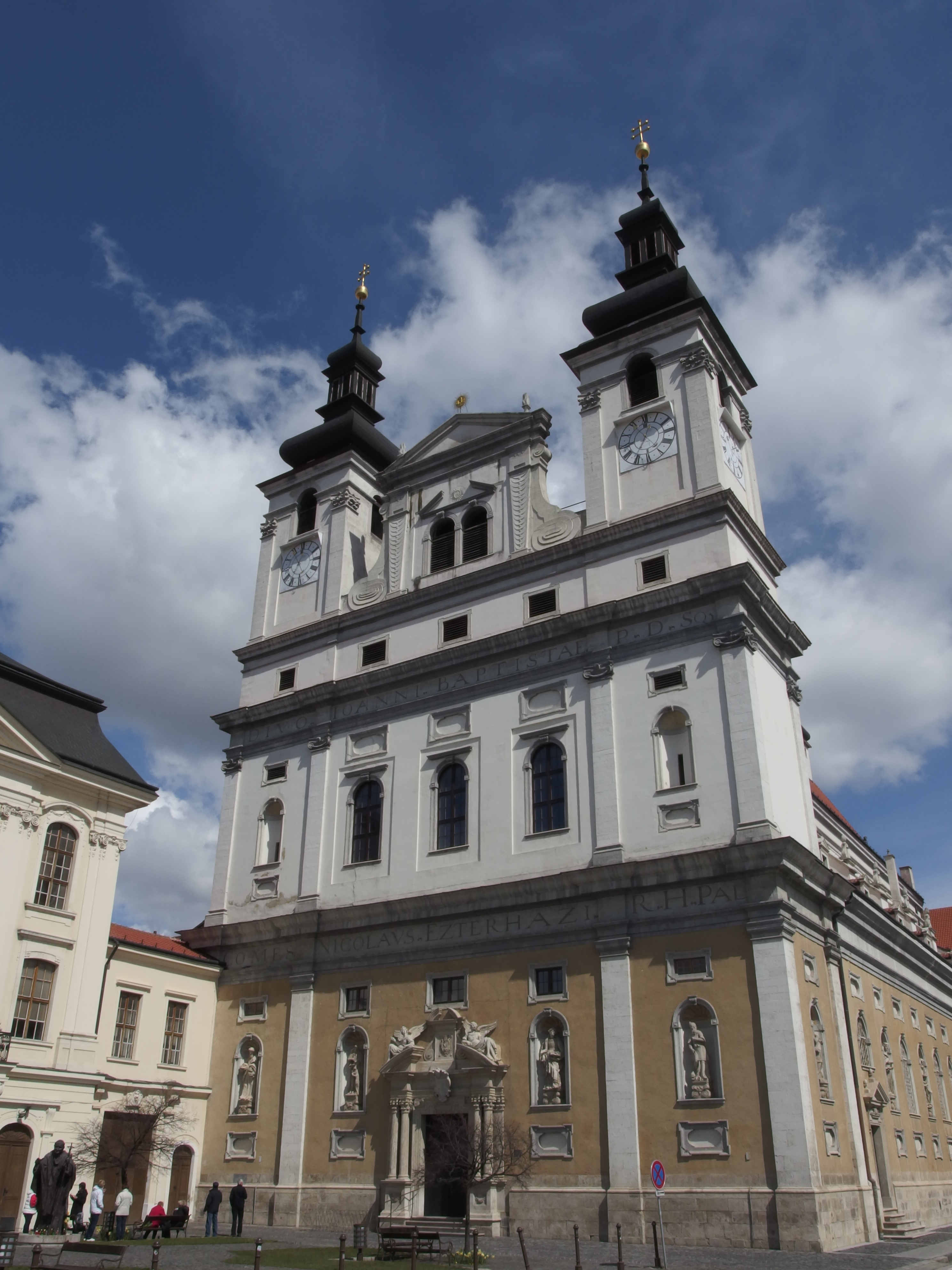
Katedra św Jana Chrzciciela
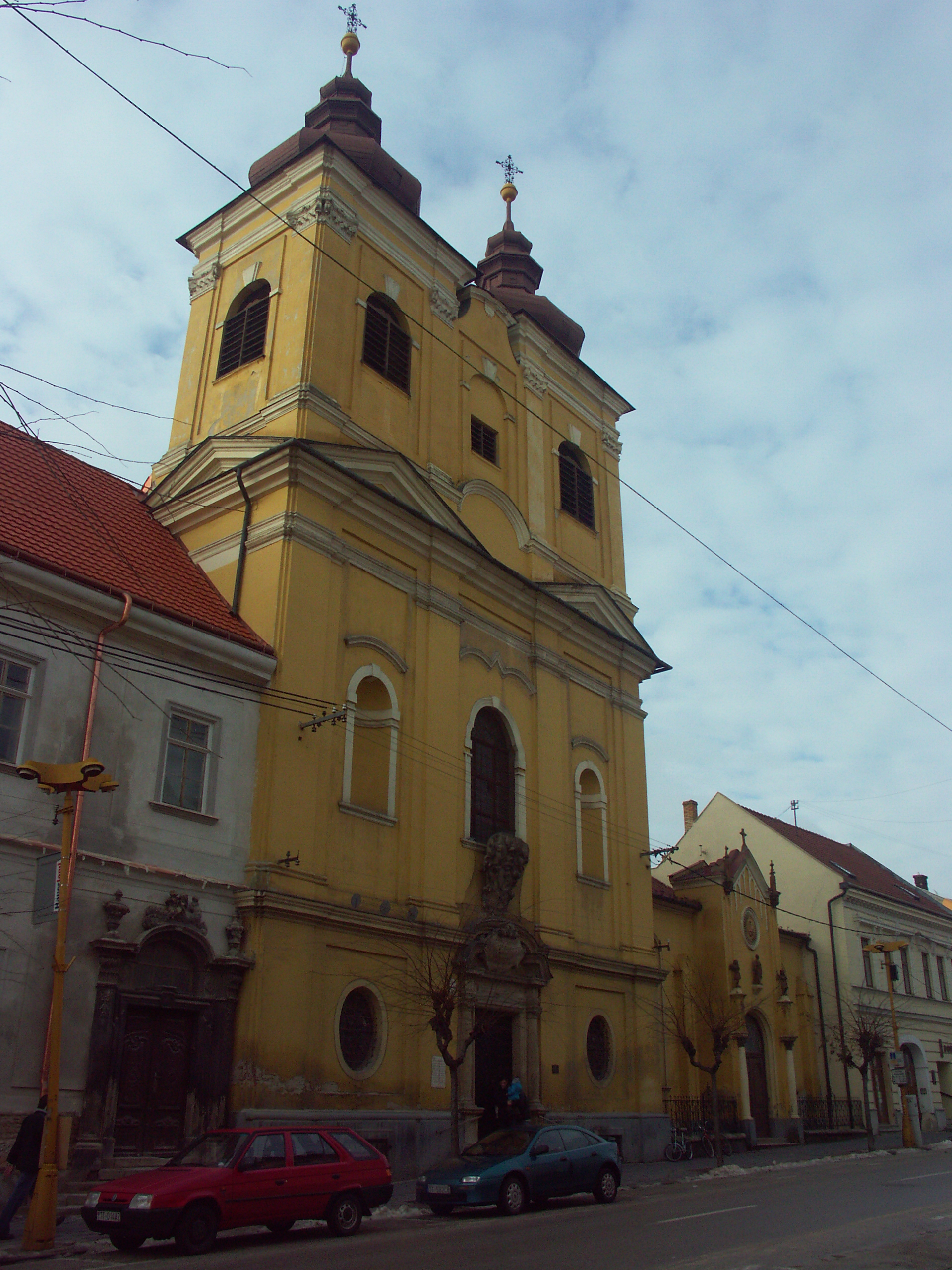
Kościół Najświętszej Trójcy
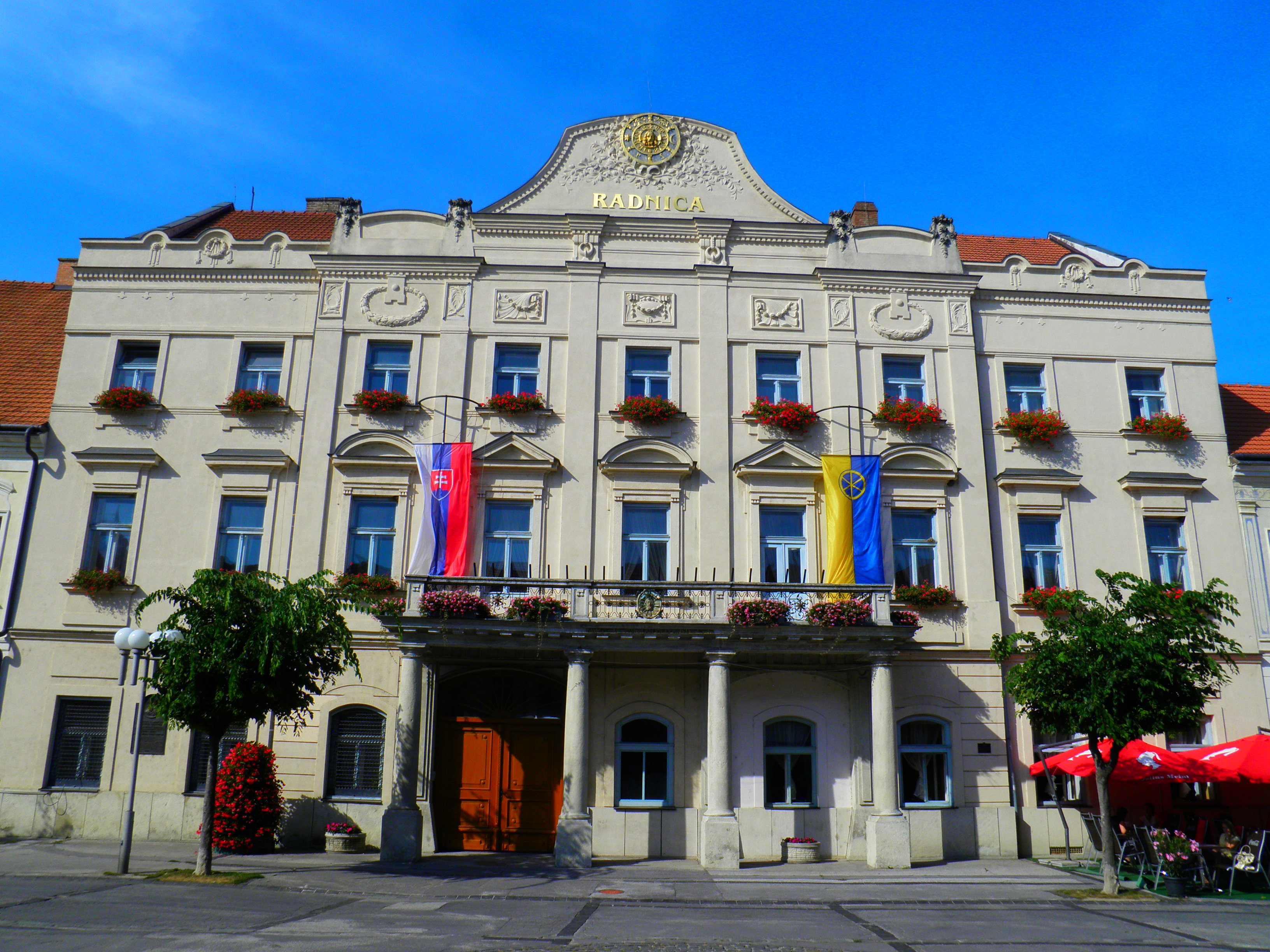
Ratusz

## Sport
- Spartak Trnawa – klub piłkarski
- HK Trnava – klub hokejowy

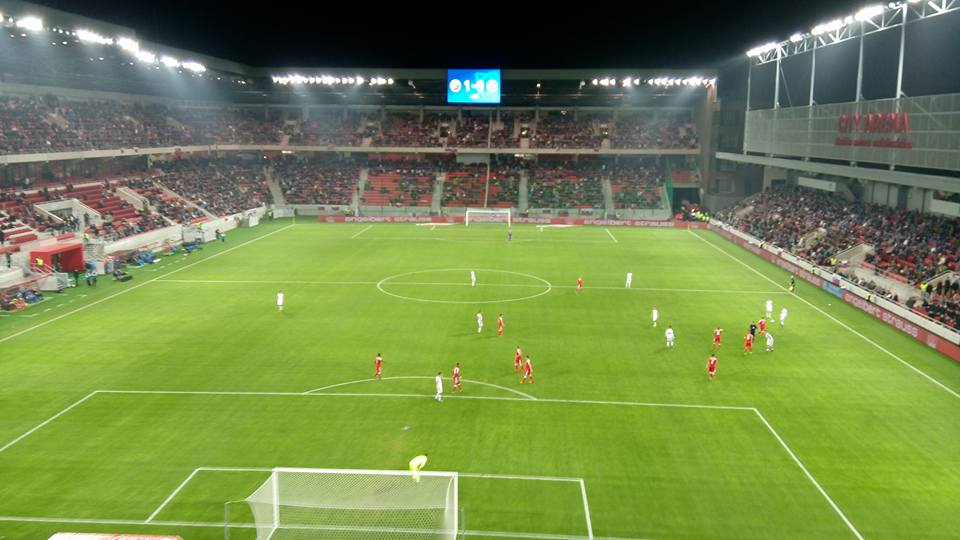
Stadion im. Antona Malatinskiego

- Trnava Bulldogs – klub futbolu amerykańskiego

## Miasta partnerskie
- Stany Zjednoczone: Scranton
- Chorwacja: Varaždin
- Polska: Zabrze